# Three of a Perfect Pair
Three of a Perfect Pair es el décimo álbum de estudio de la banda inglesa de rock progresivo King Crimson, publicado en 1984. Está dividido en dos partes claramente diferenciadas: una con canciones más accesibles y otra con canciones experimentales. Esto fue entendido como una concesión de la banda a los fanes de la música no experimental de King Crimson, ya que estos sólo tenían que concentrarse en la primera parte y no tenían que evitar las canciones experimentales del disco. En la reedición del disco en 2001 se añadieron seis canciones extra.

## Lista de canciones
| Cara uno (The Left Side) |                                                                 |          |  |
| N.º                      | Título                                                          | Duración |  |
| 1.                       | «Three of a Perfect Pair»                                       | 4:13     |  |
| 2.                       | «Model Man»                                                     | 3:49     |  |
| 3.                       | «Sleepless»                                                     | 5:24     |  |
| 4.                       | «Man With an Open Heart»                                        | 3:05     |  |
| 5.                       | «Nuages (That Which Passes, Passes Like Clouds)» (instrumental) | 4:47     |  |

| Cara dos (The Right Side) |                                                     |          |  |
| N.º                       | Título                                              | Duración |  |
| 6.                        | «Industry» (instrumental)                           | 7:04     |  |
| 7.                        | «Dig Me»                                            | 3:16     |  |
| 8.                        | «No Warning» (instrumental)                         | 3:29     |  |
| 9.                        | «Larks' Tongues in Aspic (Part III)» (instrumental) | 6:05     |  |

| Canciones extra de 2001 (The Other Side) |                                             |          |  |
| N.º                                      | Título                                      | Duración |  |
| 10.                                      | «The King Crimson Barber Shop» (con Levin)  | 1:37     |  |
| 11.                                      | «Industrial Zone A»                         | 1:44     |  |
| 12.                                      | «Industrial Zone B»                         | 4:33     |  |
| 13.                                      | «Sleepless» (Tony Levin Mix)                | 7:26     |  |
| 14.                                      | «Sleepless» (Bob Clearmountain Mix)         | 5:24     |  |
| 15.                                      | «Sleepless» (Dance Mix: François Kevorkian) | 6:17     |  |

## Personal
- Adrian Belew - Voz y guitarra
- Robert Fripp - Guitarra
- Tony Levin - Bajo, Chapman Stick, sintetizador y voz
- Bill Bruford - Batería